# Biscúter
Biscúter (Біскутер) — з 1953 року іспанський виробник автомобілів. Штаб-квартира розташована в місті Барселона. 1960 року компанія припинила виробництво.

## Габріель Вуазен
Наприкінці Другої світової війни Іспанія була дуже знеможеною. Люди голодували, економіки практично не існувало, їй бракувало сировини для відновлення після десятиліття громадянської та після світової війни, а завдяки приєднанню Франка до Гітлера та Муссоліні країна була ізольованою. Значна частина Європи боролася, але Іспанія була тим, що ми сьогодні вважаємо країною третього світу. Франко завжди хотів, щоб країна була економічно самодостатньою, і тепер вона не мала іншого вибору. Іспанія ніколи не мала значної автомобільної промисловості чи ринку, але, якщо країна збиралася наздогнати решту світу, то особистий транспорт повинен був стати частиною цього процесу. Ним стали дешеві види транспорту.
У Франції піонер авіації та автомобілебудування Габріель Вуазен думав про ту ж саму проблему для своєї розбитої війною нації. Вуазен — одна із самих захопливих фігур в історії транспорту. Він відомий завдяки своїм красивим та розкішним довоєнним автомобілям, також він створив перший в Європі справжній моторний літак, а також перший у світі завод з виробництва літаків 1906 року.

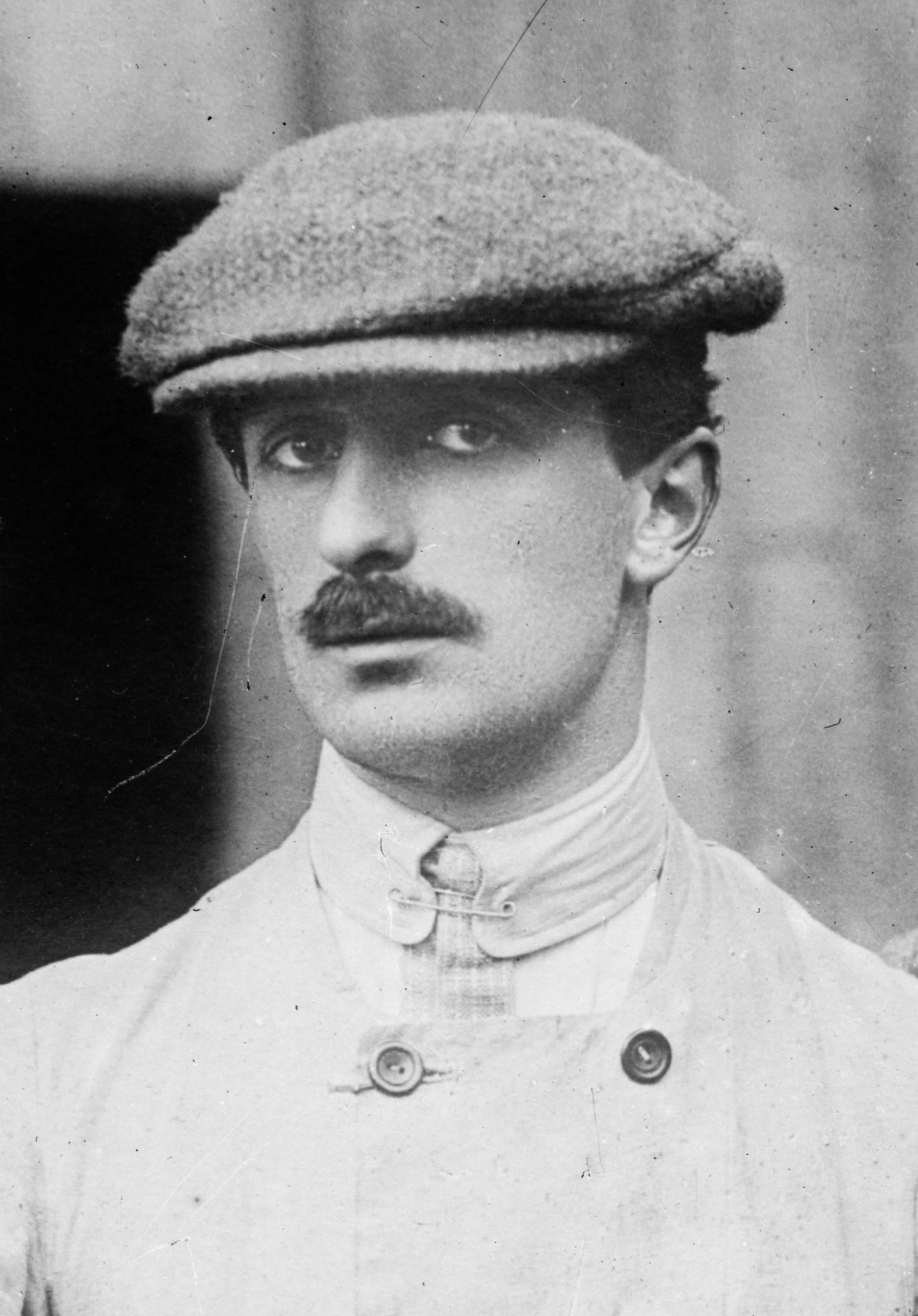
Габріель Вуазен

Він був нав'язливим майстром ще в дитинстві. Він і його брат Чарльз будували човни і навіть гармати з металолому. Габріель мав природний талант інженера. 1898 року брати Вуазени купили триколісний автомобіль за виграші в казино. Коли він зламався, то Габріелю довелося працювати над його покращенням. Роком пізніше він мав свій власний саморобний 4-колісний автомобіль, який він негайно знищив після наїзду на свиней. Потім він покинув наземний транспорт до кінця Першої світової війни. Протягом цієї війни на заводі Voisin було побудовано близько 10000 бойових літаків для Франції та її союзників.
Але згодом ринок літаків вичерпався, і тому він повернувся до автомобілів, почавши зі скромної ліцензійної конструкції від Citroen, перш ніж перейти до власних шедеврів стилю. Його проєкти завжди були унікальними і перспективними. Він любив прямокутні та плоскі панелі кузова і більше цінував функціональність, ніж форму, хоча кінцеві результати це не відображали.

## Створення прототипу Voisin C31 Biscooter
До 1948 року Габріель втратив свою компанію під час окупації і хотів почати нове підприємство. Він приєднався до виробника авіаційних двигунів Gnome & Rhone, котрий сподобався йому ідеєю дешевої машини для мас. У підлітковому віці засновники компанії цікавилися автомобілями, і тепер, як і Вуазен після Першої світової війни, вони шукали вихід з авіаційного бізнесу. Отже, Вуазен спроєктував примітивний, спартанський автомобіль з алюмінієвим кузовом, оснащений 125-кубовим двотактним двигуном.
Автомобіль був настільки мінімальним, що міг бути практично без кузова, маючи два сидіння. Це був різновид автомобіля GEM для свого часу. Автомобіль сильно нагадував ранні прототипи Citroën 2CV. Це було не випадково. Андре Лефевр, головний дизайнер 2CV, працював у Вуазена і вивчив все, чого його навчив Габріель.
Перший Biscooter мав деякі цікаві інженерні особливості, такі рейкове рульове управління та незалежна пружинна підвіска. Автомобіль був передньопривідним, оскільки з таким маленьким двигуном і трансмісією це було простіше, ніж передавати потужність з передньої частини до задньої. Він мав тришвидкісну коробку передач, що не мала задньої передачі, з важелем перемикання на рульовій колонці. У нього було гальмо на трансмісії, крім барабанних гальм на задніх колесах. Габріель назвав його Biscooter, оскільки він був схожим на два скутери, складені разом. Автомобіль був представлений на Паризькому автосалоні 1950 року і створив справжню революцію.
Очікувалося серійне виробництво автомобіля, але Габріель та Gnome & Rhone посперечалися через його спірну природу, і було виготовлено тільки 16 завершених автомобілів. До цього часу Mochet та ще кілька виробників мікрокарів випустили власні автомобілі, а також було налагоджено виробництво Citroën 2CV і Renault 4CV, тому у Франції не було ринку для Biscooter Габріеля.

## Виробництво автомобілів Biscúter

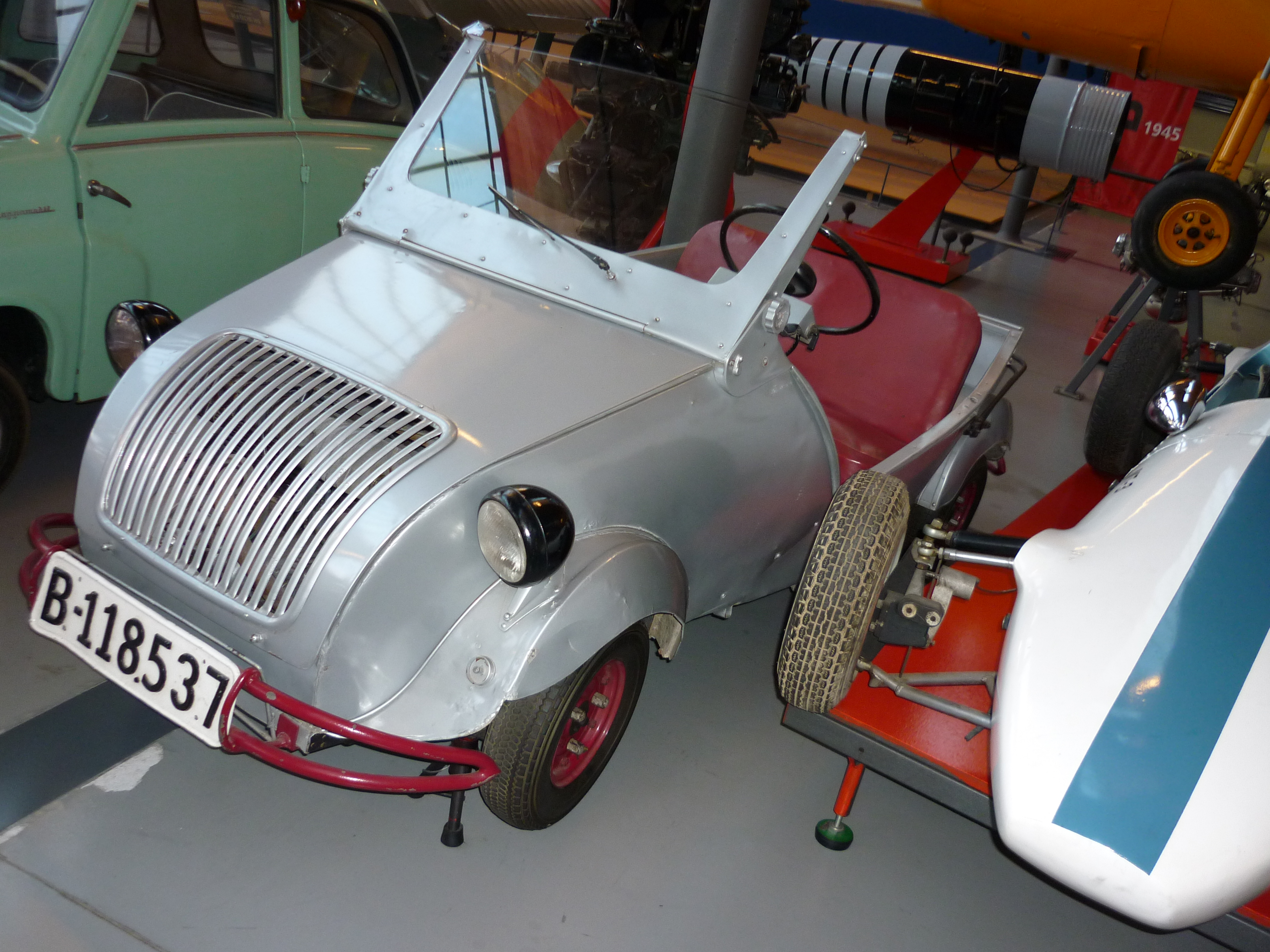
Biscúter 100 1954 року

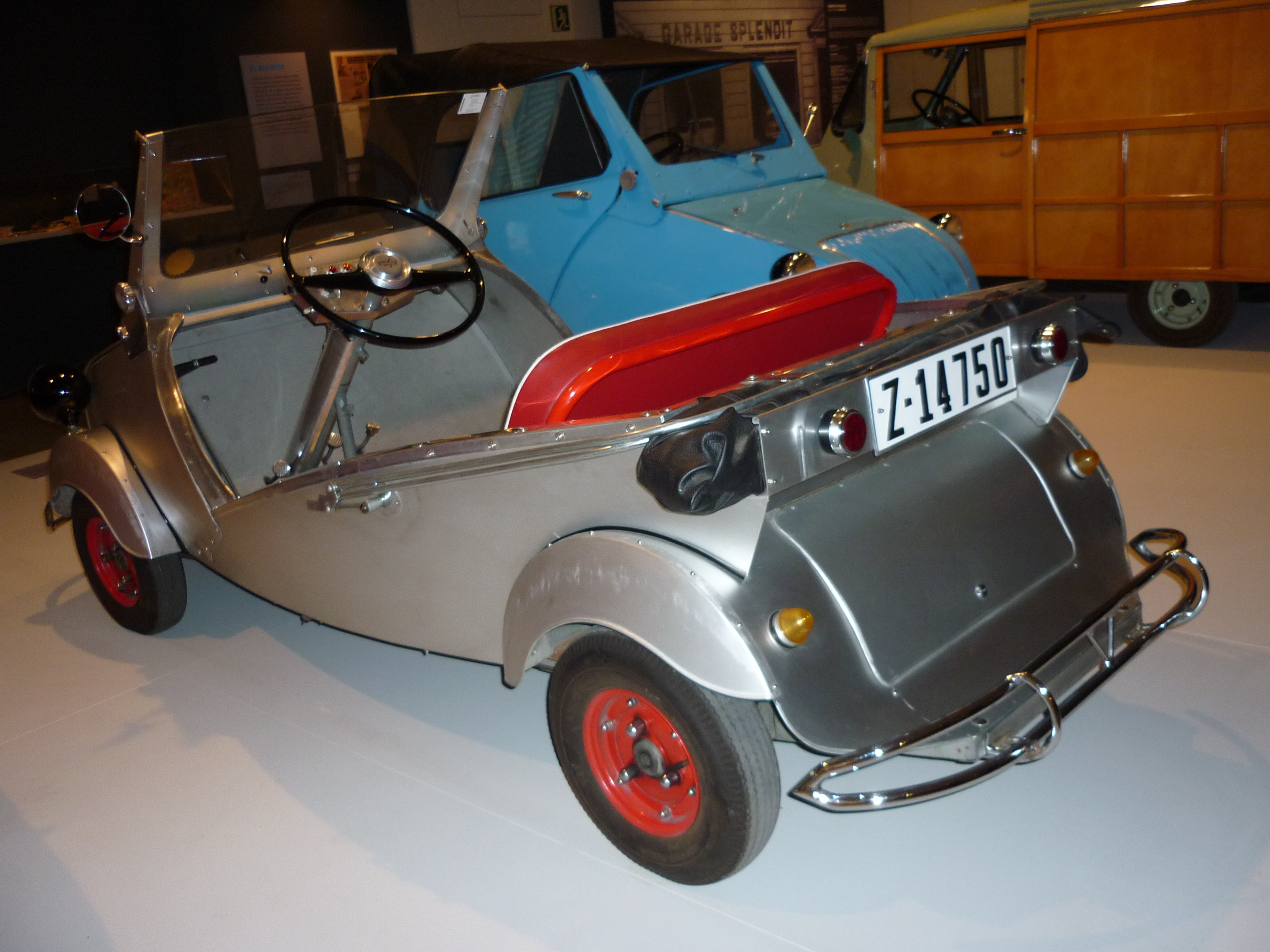
Biscúter 100 1953 року

Проте, 1953 року група іспанських підприємців звернулися до Вуазена щодо виготовлення автомобілів в Іспанії, де мінімалістський дизайн маленького автомобіля був ідеальним. 73-річний Вуазен погодився надати їм ліцензію і поїхав до Барселони, щоб контролювати виробництво. Автомобіль був змінений. Він отримав більший кузов та 9-сильний 197-кубовий двигун від Villiers, що давав максимальну швидкість 76 км/год. Вони також змінили назву на Biscúter, на іспанський манір.

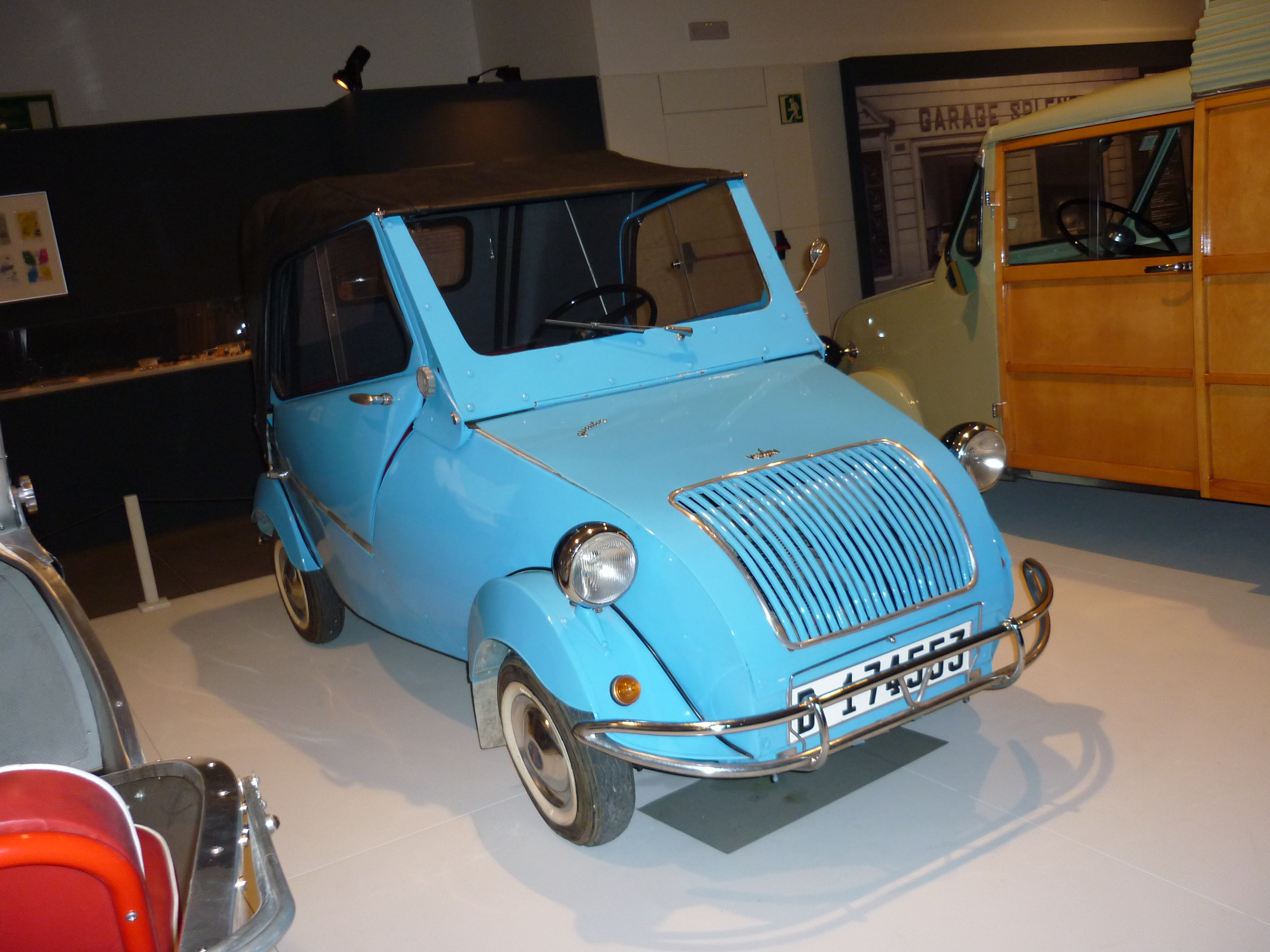
Biscúter 200A/R «Espardenya» 1956 року

Коли він дебютував на промисловій виставці наприкінці 1953 року, це було сенсацією. Причиною цьому стала ідея виготовлення автомобіля в Іспанії. Його ціна 25000 песет — чверть того, що коштував будь-який інший автомобіль на продаж. До цього часу Іспанія отримала допомогу від США в обмін на те, що дозволила побудувати армійські бази в країні, тому справи повільно почали покращуватися. І Biscúter був тим, що могло б змусити людей рухатися. За перший рік було продано понад 1000 автомобілів, що зробило його найпродаванішим автомобілем в історії Іспанії. Компанія Autonacional S.A. продовжувала вдосконалювати дизайн автомобіля, коли дослідила способи виробництва автомобілів. Автомобіль отримав двері, а деякі автомобілі було зроблено з дерев'яними вантажними платформами для комерційного використання.

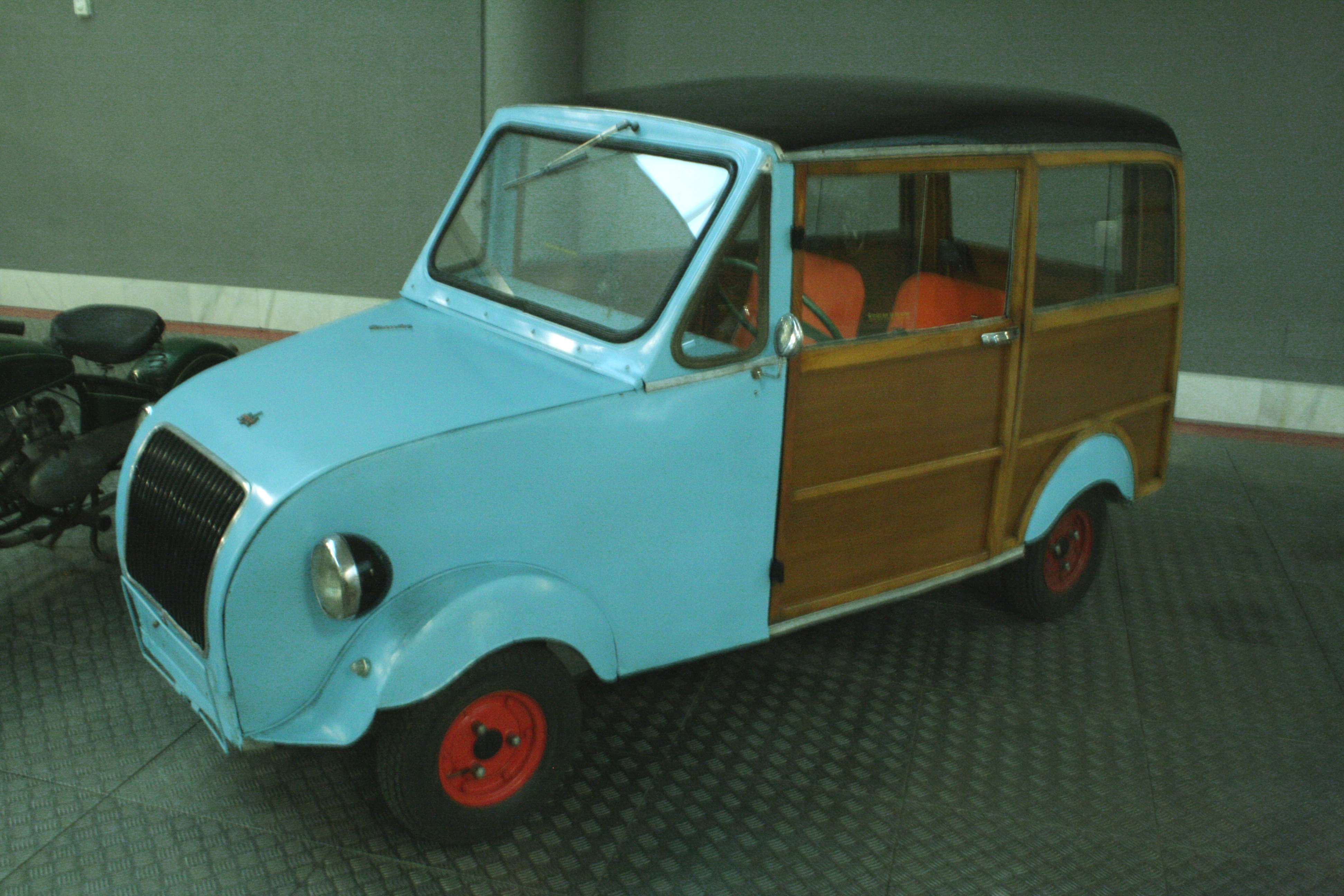
Biscúter Comercial 200C

Економіка Іспанії продовжувала поліпшуватися впродовж 1950-х років, а Biscúter продовжували продаватись. Вони швидко стали частиною національного руху. Автомобілі прозвали Zapatilla на честь взуття, яке носили селяни й на яке машина була схожа. Народ почав використовувати вираз «потворний як Biscuter». Для більшості людей це був перший автомобіль, яким вони коли-небудь володіли.

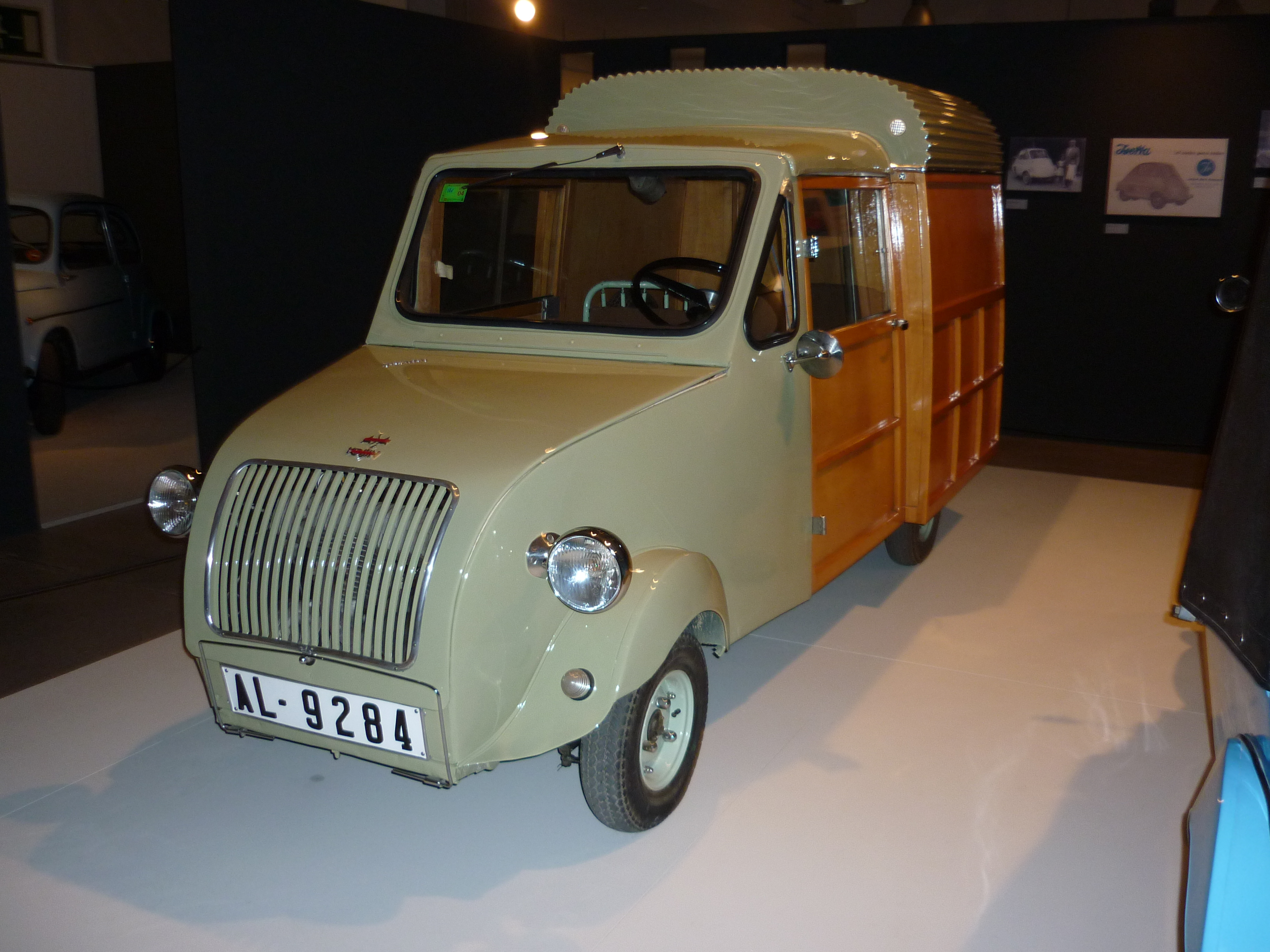
Biscúter Furgoneta 200I 1958 року

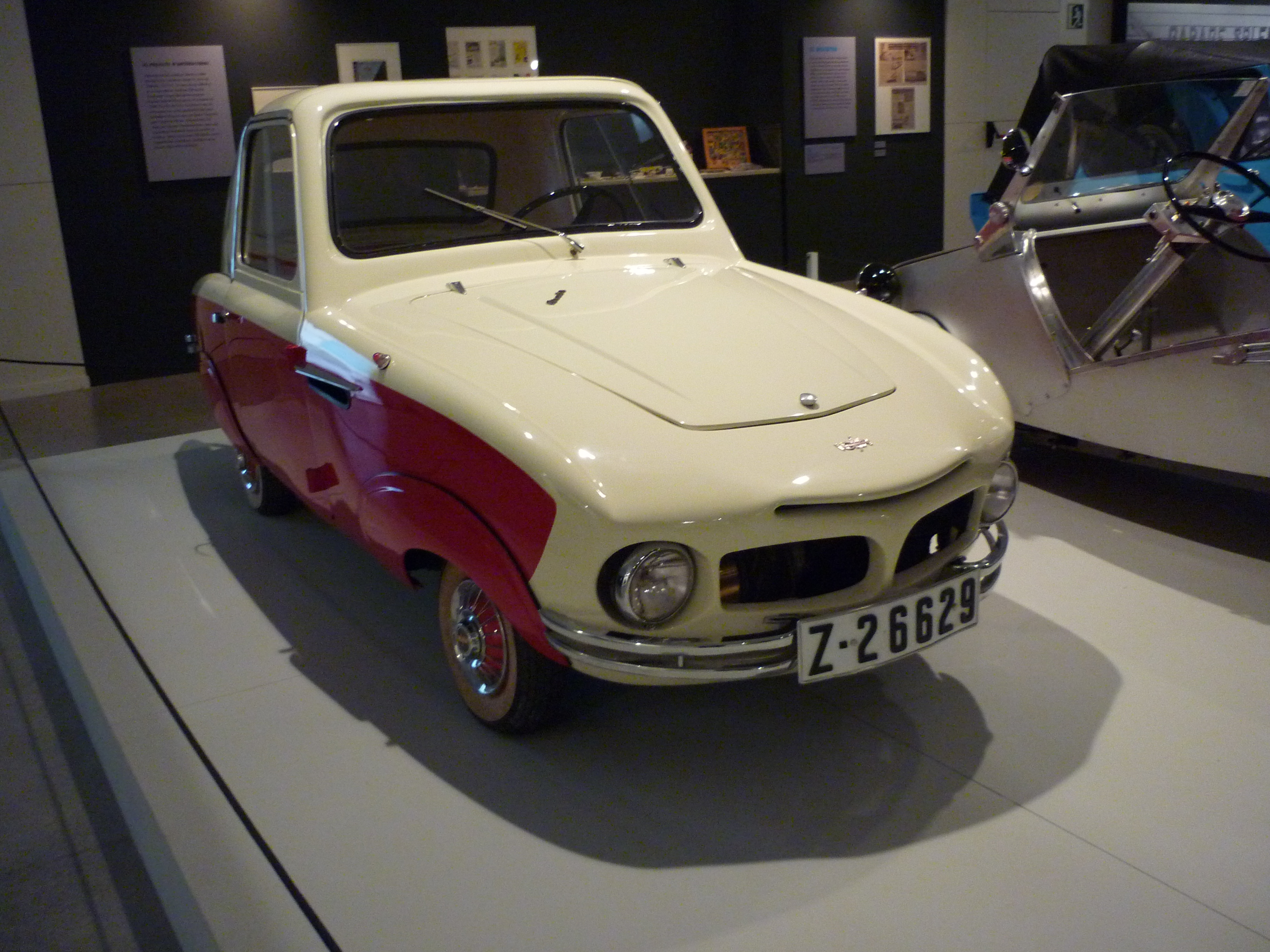
Biscúter Coupé 200F Sport «Pegasín» 1958 року

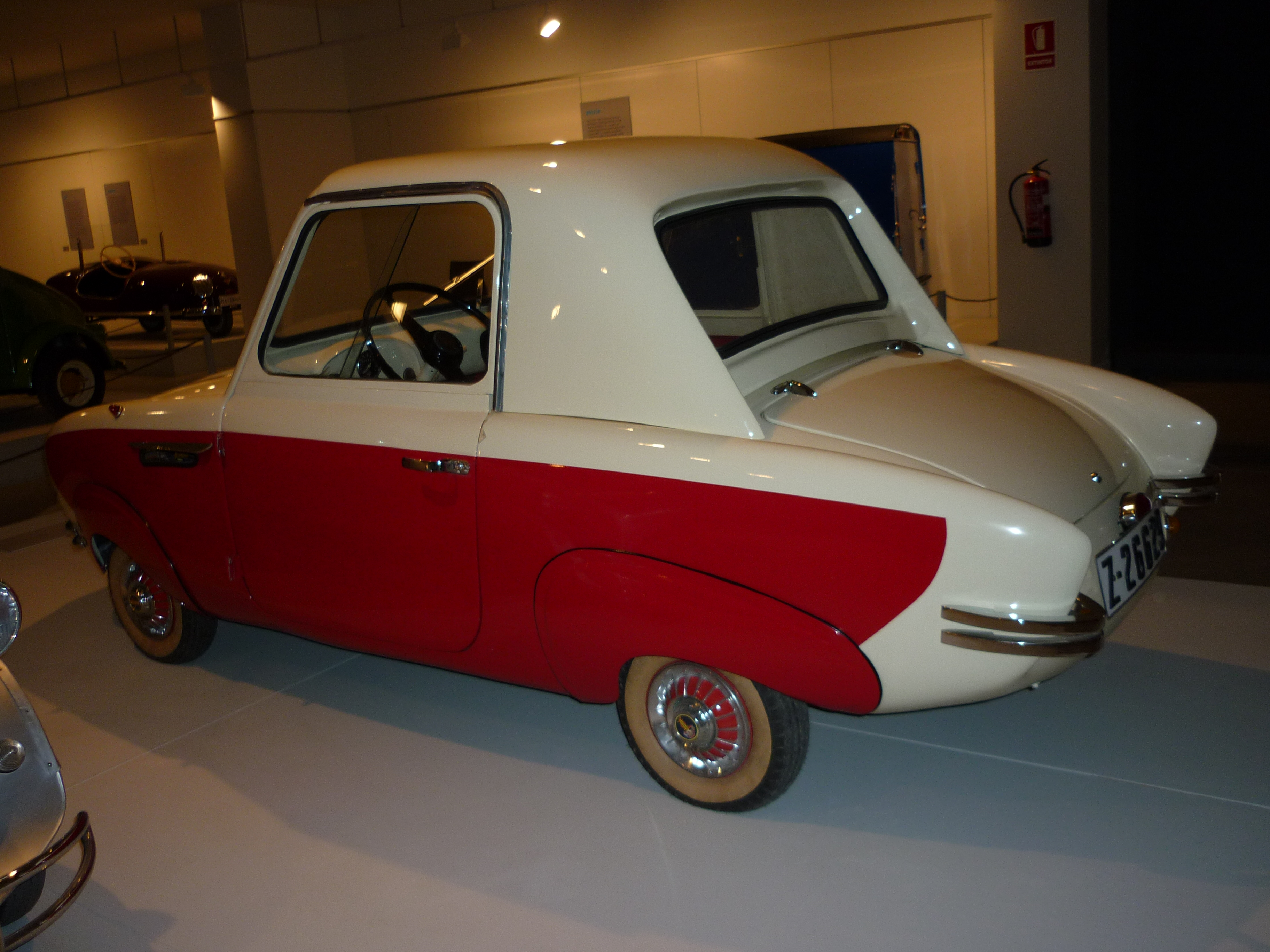
Biscúter Coupé 200F Sport «Pegasín» 1958 року

1957 року SEAT почав випускати свою версію Fiat 600. Це був справжній автомобіль, який при покращеній економіці все ще був доступним і ознаменував початок кінця для Biscuter. Компанія намагалася збільшити продажі, виробляючи «спортивний» Biscuter з обтічним пластиковим кузовом під назвою Pegasin через його незначну схожість на Pegaso Z-102. Але, оскільки він все ще мав той же 9-сильний двигун від Villiers, то було побудовано лише декілька Pegasin.

## Закриття компанії
1959 року Франко відкрив кордони Іспанії для імпорту, і виробництво Biscuter припинилося. За 6 років було побудовано близько 12 000 автомобілів, що було разючим числом. Після припинення виробництва ніхто не хотів бачити Biscuter через їх зв'язок з важкими часами, тому їх збереглося досить мало. Сьогодні дуже мало з них знаходиться за кордоном Іспанії. Зокрема, одна з найкращих колекцій Biscuter зберігається в Музеї мікроавтомобілів Брюса Вайнера у Медісоні, штат Джорджія, США.

## Список автомобілів Biscuter
- 1953 — Biscúter 100
  - Biscúter 200
  - Biscúter Comercial
- 1957 — Biscúter Furgoneta
  - Biscúter Coupé Pegasín